# جوزپه ساوولدی
جوزپه ساوولدی (به ایتالیایی: Giuseppe Savoldi) بازیکن فوتبال اهل ایتالیا است 

## تیم ملی
از سال ۱۹۷۵ میلادی عضو تیم ملی فوتبال ایتالیا بوده و در ۴ بازی ملی حضور داشته‌است. او در بازی‌های ملی‌اش ۱ گل به ثمر رساند.
جوزپه ساوولدی آخرین بازی ملی خود را در سال ۱۹۷۵ میلادی انجام داد.